# Roger Roucaute
Roger Roucaute (Cendrats (Gard), 20 d'abril del 1912 - Sent Alari de Bretmàs, 15 d'octubre del 1991) va ser un polític francès.

## Biografia
Nasqué en el si d'una família treballadora i compromesa políticament. El seu pare era treballador dels ferrocarrils, mecànic a les cotxeres de la "PTM" a Alèst; militant del Partit Comunista Francès des del 1921, va ser elegit regidor a les eleccions municipals dels anys 1925, 1929 i 1935. El seu fill Roger estudià fins als 15 anys i començà a treballar d'administratiu en un despatx privat, primer, abans d'entrar a l'ajuntament d'Alèst. Va ser membre del sindicat CGTU i a les joventuts comunistes a partir del 1930; en tornar del servei militar s'adherí al partit comunista, d'on en fou dirigent nacional. Esdevingué responsable de la regió comunista de l'Aisne i publicà periòdicament al butlletí L'Exploité de l'Aisne.
En declarar-se la Segona Guerra Mundial va ser mobilitzat i destinat (setembre del 1939) a la base naval de Toló. Després de la desmobilització forçosa de l'exèrcit francès, el juliol del 1940, es dedicà a la reorganització del partit, molt afectat per la persecució política. En caure el comitè militar de la zona sud dels Francs-tireurs et partisans (FTP) (moviment comunista en el si de la Resistència francesa), la direcció del partit li encomanà, el maig del 1944, la direcció de la zona sud dels FTP.
A l'Alliberament, la direcció nacional del PCF li atorgà noves responsabilitats (entre altres càrrecs, seria administrador de l'Humanité entre 1958 i 1961). Es presentà a les eleccions de diputats pel departament de l'Ardecha, i sortí elegit a les eleccions de l'octubre del 1945 i del juny i novembre del 1946. El març del 1949, però, li fou aixecada la immunitat parlamentària per haver atacat el general Béthouard, alt comissari per a l'Àustria ocupada pels aliats. Roucate es presentà a les eleccions del 1951, però sense èxit. Sortí elegit el 1956, però ja no ho fou ni el 1958 ni a una elecció parcial del 1959. Decidí presentar-se novament, aquesta volta pel seu Gard natal, i obtingué els escons de les eleccions de novembre del 1962, març del 1967, juny del 1968 i març del 1973. El 1978 ja no es tornà a presentar. Optà a les eleccions senatorials del 1980, també en representació del Gard, però la seva candidatura no guanyà.
En el pla local, va ser elegit alcalde d'Alèst el 1965, i reelegit successivament els anys 1971, 1977 i 1983. Presentà la renúncia al post el 1985. Va ser conseller regional del Llenguadoc-Rosselló de l'any 1972 al 1985.
Va ser nomenant cavaller de la Legió d'Honor i rebé la creu de Guerra 1939-1945 amb palma, i la creu del combatent voluntari amb barra "Guerre 1939-1945".

## Obres
- Luttes et espoir d'un cévenol.  Nîmes: Lacour, 1988. ISBN 2869710852.